# Villa Benvenuti (Fiesole)
La Villa Benvenuti si trova a Fiesole in via Vecchia Fiesolana 70, nella zona di San Domenico.

## Storia e descrizione
Essa appartenne al pittore aretino Pietro Benvenuti, (1769-1844), maestro di Giuseppe Bezzuoli.
La villa sorge sul punto in cui si trovava l'antica osteria delle Tre Pulzelle, assai frequentata dai fiorentini nei tempi antichi che qui cercavano refrigerio dalla calura estiva e si riposavano durante la salita verso Fiesole. Si trova di fronte alle fontane coi mascheroni edificate da Baccio Bandinelli, nel viuzzo delle Tre Pulzelle.